# Fredrik Samuelsson
Fredrik Samuelsson (né le 16 février 1995) est un athlète suédois, spécialiste des épreuves combinées.

## Carrière
Il remporte les championnats nationaux de décathlon en 2015 et en 2016. Lors des Championnats d'Europe 2016 à Amsterdam, il totalise 7 875 points, très proche des 7 884 points qui constituent son record personnel de 2015 à Tallinn.
Le 28 mai 2017, lors du meeting de Götzis, il porte son record à 8 172 points. Le 15 juillet de la même année, il termine d'abord 4e avec 4112 points, lors de la première journée du décathlon des Championnats d'Europe espoirs 2017 (très peu derrière Maksim Andraloits, 4130 pts, Andri Oberholzer, mêmes points, et Elmo Savola, 4129 pts), avant de remporter la médaille d'argent en dépassant les huit mille points, derrière Jiri Sykora.
Il se classe 15e des championnats du monde 2019 à Doha avec 7 860 pts.

## Palmarès
| Date | Compétition                    | Lieu      | Résultat | Épreuve    | Points    |
| ---- | ------------------------------ | --------- | -------- | ---------- | --------- |
| 2014 | Championnats du monde juniors  | Eugene    | 14e      | Décathlon  | 7 513 pts |
| 2015 | Championnats d'Europe espoirs  | Tallinn   | 5e       | Décathlon  | 7 884 pts |
| 2016 | Championnats d'Europe          | Amsterdam | 10e      | Décathlon  | 7 875 pts |
| 2017 | Championnats d'Europe en salle | Belgrade  | 5e       | Heptathlon | 6 015 pts |
| 2017 | Championnats d'Europe espoirs  | Bydgoszcz | 2e       | Décathlon  | 8 010 pts |
| 2017 | Championnats du monde          | Londres   | —        | Décathlon  | DNF       |
| 2018 | Hypo-Meeting                   | Götzis    | 8e       | Décathlon  | 8165 pts  |
| 2018 | Championnats d'Europe          | Berlin    | 9e       | Décathlon  | 8 005 pts |
| 2019 | Championnats d'Europe en salle | Glasgow   | 4e       | Heptathlon | 6 125 pts |
| 2019 | Hypo-Meeting                   | Götzis    | 15e      | Décathlon  | 8 022 pts |
| 2019 | Championnats du monde          | Doha      | 15e      | Décathlon  | 7 860 pts |

## Records

### Records personnels
| Épreuve           | Performance   | Lieu      | Date            |
| ----------------- | ------------- | --------- | --------------- |
| 100 m             | 10 s 81       | Götzis    | 27 mai 2017     |
| Saut en longueur  | 7,81 m        | Tallinn   | 11 juillet 2015 |
| Lancer du poids   | 14,40 m       | Götzis    | 27 mai 2017     |
| Saut en hauteur   | 2,08 m        | Berlin    | 7 août 2018     |
| 400 m             | 48 s 99       | Bydgoszcz | 15 juillet 2017 |
| 110 m haies       | 14 s 10       | Götzis    | 28 mai 2017     |
| Lancer du disque  | 45,19 m       | Götzis    | 26 mai 2019     |
| Saut à la perche  | 5,00 m        | Götzis    | 28 mai 2017     |
| Lancer du javelot | 59,33 m       | Götzis    | 27 mai 2018     |
| 1 500 m           | 4 min 33 s 99 | Götzis    | 26 mai 2019     |
| Décathlon         | 8 172 pts     | Götzis    | 28 mai 2017     |

| Épreuve          | Performance   | Lieu             | Date                    |
| ---------------- | ------------- | ---------------- | ----------------------- |
| 60 mètres        | 7 s 05        | Sätra            | 12 janvier 2019         |
| Saut en longueur | 7,66 m        | Glasgow          | 2 mars 2019             |
| Lancer du poids  | 14,69 m       | Glasgow          | 2 mars 2019             |
| Saut en hauteur  | 2,08 m        | Norrköping       | 10 février 2018         |
| 60 mètres haies  | 8 s 07        | Sätra            | 3 février 2018          |
| Saut à la perche | 5,00 m        | Belgrade Glasgow | 5 mars 2017 3 mars 2019 |
| 1 000 mètres     | 2 min 42 s 97 | Belgrade         | 5 mars 2017             |
| Heptathlon       | 6 125 pts     | Glasgow          | 3 mars 2019             |

| Année | Points    | Date            | Lieu      | Rang |
| ----- | --------- | --------------- | --------- | ---- |
| 2015  | 7 884 pts | 12 juillet 2015 | Tallinn   | 76   |
| 2016  | 7 875 pts | 7 juillet 2016  | Amsterdam | 99   |
| 2017  | 8 172 pts | 28 mai 2017     | Götzis    | 29   |

| Année | Points    | Date            | Lieu       | Rang |
| ----- | --------- | --------------- | ---------- | ---- |
| 2015  | 5 623 pts | 8 février 2015  | Norrköping | 69   |
| 2016  | 5 622 pts | 13 mars 2016    | Göteborg   | 86   |
| 2017  | 6 015 pts | 5 mars 2017     | Belgrade   | 10   |
| 2018  | 5 908 pts | 11 février 2018 | Norrköping | 28   |